# Amrasca bella
Amrasca bella är en insektsart som beskrevs av Irena Dworakowska 1977. Amrasca bella ingår i släktet Amrasca och familjen dvärgstritar.
Artens utbredningsområde är Vietnam. Inga underarter finns listade i Catalogue of Life.